# ماساتو وادا
ماساتو وادا (بالكانا:わだ まさと) هو مغني وممثل ياباني، ولد في 25 أغسطس 1979 في اليابان.

## وصلات خارجية
- ماساتو وادا على موقع الاتحاد الدولي لألعاب القوى (الإنجليزية)

- ماساتو وادا على موقع IMDb (الإنجليزية)